# عبد العزيز دخان
عبد العزيز دخان (1 يناير 1959 -) هو محدث جزائري.

## حياته ومسيرته[1]
من مواليد 1 يناير 1959 بولاية المسيلة.
- يعمل حاليا كمدرس للحديث النبوي الشريف في الإمارات العربية المتحدة برتبة "أستاذ"
- من مواليد مدينة المسيلة بالجمهورية الجزائرية عام 1959.[3]
- 1 ـ إجازة عامه في الحديث الشريف وغيره، من الشيخ أبو محمود محمد شكور بن محمود الحاجي أمرير المياديني، عن الشيخ محمد ياسين بن محمد هيسى الفاداني المكي. 2 ـ إجازة في صحيح البخاري، من الشيخ محمد بن يوسف بن محمد بن يوسف حربه.
- يعمل حاليا كمدرس للحديث النبوي الشريف في الإمارات العربية المتحدة برتبة "أستاذ" من مواليد مدينة المسيلة بالجمهورية الجزائرية عام 1959. حاصل على الثانوية العامّة، علوم إسلامية وعربية، 1980، معهد الرياض العلمي، الرياض حاصل على البكالوريوس، أصول الدين، ماي، 1984، جامعة الإمام محمد بن سعود الإسلامية ـ الرياض. حاصل على الماجستير في القرآن والحديث، تخصص: أصول الدين، جوان، 1990م، جامعة الأمير عبد القادر للعلوم الإسلامية ـ قسنطينة ـ الجزائر. حاصل على شهادة دكتوراه الدولة في القرآن والحديث، تخصص الحديث وعلومه ـ عام 1997، جامعة سيدي محمد بن عبد الله ـ فاس ـ المغرب. 3 ـ إجازه عامه وإجازه خاصه في صحيح البخاري، من الشيخ محمد بن قاسم بن إسماعيل الوشلي الحسني. 4 ـ إجازه في الكتب الستة وغيرها، من الشيخ العلامة الفقيه علي بن أحمد بن محمد بن عمر بن قاسم القاسمي الصعفاني الحرازي.
- حاصل على الثانوية العامّة، علوم إسلامية وعربية، 1980، معهد الرياض العلمي، الرياض
- حاصل على البكالوريوس، أصول الدين، ماي، 1984، جامعة الإمام محمد بن سعود الإسلامية ـ الرياض.
- حاصل على الماجستير في القرآن والحديث، تخصص: أصول الدين، جوان، 1990م، جامعة الأمير عبد القادر للعلوم الإسلامية ـ قسنطينة ـ الجزائر.
- حاصل على شهادة دكتوراه الدولة في القرآن والحديث، تخصص الحديث وعلومه ـ عام 1997، جامعة سيدي محمد بن عبد الله ـ فاس ـ المغرب.

## مؤلفاته[4][5]
1 ـ السعي الحثيث إلى شرح اختصار علوم الحديث، ط1، مؤسسة الرسالة ـ بيروت، 1999، ط2، مؤسسة الريان ـ بيروت، 2002م.
2 ـ إتحاف الأنام بشرح أحاديث الأحكام ـ الجزء الأول ـ قسم العبادات، ط1، مؤسسة الريان، بيروت، 2002م.
3 ـ أحداث وأحاديث فتنة الهرج في كتب السنة (رسالة الدكتوراه)، ط1، مكتبة الصحابة، 2003م.
4 ـ شرف الطالب في أسنى المطالب (رسالة الماجستير)، ط1، مكتبة الصحابة، 2003م. مكتبة الرشد، ط1، الرياض، 2004م.
5 ـ قصص الإيمان والبطولة، ط1، مكتبة الصحابة، 2003م.
6 ـ مظاهر الانحراف في فهم السنة، ط1، مكتبة الصحابة، 2003م. ودار الخلدونية، ط1، الجزائر، 2005م.
7 ـ الإمام الداودي أحمد بن نصر المسيلي المالكي، محدثا وفقيها، ط1، مكتبة الصحابة، الشارقة، 2008 ـ 2009م.
8 ـ فتح العليّ المنعم بشرح مقدّمة الإمام مسلم، ط1، مطبعة ومكتبة أولاد عبد العال، الجيزة ـ مصر، 2006 ـ 2007م.
9 ـ المقترح من قواعد علم المصطلح، ط1، مكتبة جيل المستقبل، مصر، 1428هـ ـ 2007م.
10 ـ تفسير الموطأ للإمام البوني (ت440هـ)، وزارة الأوقاف القطريه، قطر (قيد الطباعة).
11 ـ الإمام السنوسي وجهوده في خدمة الحديث الشريف، ط 1، مؤسسة الرسالة، بيروت (قيد الطباعة).

### بحوثه المحكمة المنشوره
1 ـ السنة النبوية.. هذه المعجزة. مجلة شؤون العصر، المركز اليمني للدراسات الاستراتيجية،. العدد الخامس، 2001م.
2 ـ مظاهر الانحراف في فهم السنة، مجلة شؤون العصر، المركز اليمني للدراسات الاستراتيجية، العدد السادس، 2002م. (بحث محكّم). مطبوع بمكتبة الصحابة، 2002م.
3 ـ روايات تاريخ الصحابة في ميزان الجرح والتعديل، هيئة تفعيل التاريخ والتراث الوطني ـ أبوظبي، 2002م، (الكتاب السنوي المحكم الأوّل).
4 ـ فتنة القتال بين المسلمين وآثارها على المجتمع المسلم وضوابط موقف المسلم منها، مجلة المنتدى، الأعداد (67، 68، 69، 70، 71)، 2001 ـ 2002م.
5 ـ جمعية العلماء المسلمين الجزائريين ودورها في التنوير والتغيير، مجلة المنتدى، العددان (71)، (72)، 2002.
6 ـ رد هادئ على كتاب:” هرمجدون.. آخر بيان يا أمة الإسلام “، نشر على الإنترنت.
7 ـ زوال الشك والظنون بعناية المحدّثين بنقد المتون. نشر في مجلة كلية الدراسات الإسلامية والعربية، العدد التاسع والعشرون، 1426هـ ـ 2005م.
8 ـ الإمام البشير الإبراهيمي الأديب وثورة الجزائر. مجلة الفيصل الأدبية، مركز الملك فيصل للبحوث والدراسات ـ السعودية، العدد الثالث، جمادى الأولى ـ رجب، 1426هـ/يونيو ـ أغسطس، 2005م.
9 ـ جهود الشيخ عبد الحميد بن باديس في خدمة الحديث الشريف. بحث قدّم لمؤتمر جامعة الشارقة حول جهود العلماء في خدمة السنة، الذي انعقد بتاريخ من 4ـ 5/ 5/2005م، ثمّ نشر في كتاب الندوة الذي ضمّ بحوثها، 1/279.
10 ـ علوم الحديث بين المتقدّمين والمتأخّرين. بحث قدّم للندوة العلمية الدولية الأولى:”علوم الحديث ـ واقع وآفاق “، التي انعقدت بكلية الدراسات الإسلامية والعربية ـ دبي، الإمارات العربية. من 8 ـ إلى 10 أبريل، 2004م. ثمّ نشر في كتاب الندوة الذي ضمّ بحوثها، ص 173.
11 ـ السنة النبوية بين حُماتها ونُفاتها. بحث قدّم للندوة العلمية الدولية الثانية:” الحديث الشريف وتحديات العصر “، التي انعقدت كلية الدراسات الإسلامية والعربية ـ دبي، الإمارات العربية. من 17 ـ 19 صفر 1426هـ، الموافق 28 ـ 30 مارس 2005م. ثمّ نشر في كتاب ضمّ بحوث هذه الندوة، 2/649.
12 ـ الإمام أحمد بن نصر الداودي المسيلي المالكي(ت 403هـ)، وكتابه: النصيحة في شرح صحيح البخاري. العدد الثالث والثلاثون من مجلة كلية الدراسات الإسلامية والعربية، يونيو 2007.
13 ـ الدرر المصنوعة فيما رواه الصحابة عن التابعين من الأحاديث المرفوعة. مقدّم للتحكيم والنشر. العدد السادس والثلاثون من مجلة كلية الدراسات الإسلامية والعربية، 2008م.
14 ـ القيم الحضارية بين السنة النبوية والإعلان العالمي لحقوق الإنسان (بين النظرية والتطبيق). مقدّم للتحكيم والنشر.
15 ـ صنعانيون، ولكن من دمشق. مجلة جامعة أم القرى لعلوم الشريعة والدراسات الإسلامية، العدد التاسع والأربعون، محرم 1431 هجري.
16 ـ أخلاقيات العمل الإداري في الإسلام في ضوء السنة النبوية وعمل السلف الصالح، مقدم للنشر.